# Скоробогатов, Николай Аркадьевич
Никола́й Арка́дьевич Скоробога́тов (19 ноября 1923, Вязьма, Смоленская губерния — 10 июня 1987, Москва) — советский актёр театра и кино. Заслуженный артист РСФСР (1977).

## Биография
Родился в Вязьме в семье железнодорожника. Окончив в июне 1940 года среднюю школу, был принят актёром во вспомогательный состав Вяземского драматического театра, где работал до июля 1941 года. В том же июле 1941 года семья Скоробогатовых эвакуировалась в город Сталинград, где Николай стал актёром Сталинградского ТЮЗа, одновременно подрабатывая кладовщиком на военном складе.
Участник Великой Отечественной войны, в марте 1942 года был призван и ушёл на фронт, где воевал в качестве стрелка 2-го запасного воздушно-десантного полка и командиром отделения 7-го отдельного учебного воздушно-десантного полка. За свои боевые заслуги был награждён медалями «За оборону Сталинграда» и «За победу над Германией в Великой Отечественной войне», а в 1985 году - Орденом Отечественной войны II степени «юбилейного выпуска».
Демобилизовавшись в 1945 году старшим сержантом, приехал в Москву и прямо в военной форме пришёл поступать на актёрский факультет Театрального училища имени Щепкина, куда был принят на курс В. Н. Пашенной. Учился вместе с Сергеем Харченко, Михаилом Новохижиным, Александрой Климовой.
По окончании училища в 1949 году был принят в труппу Театра сатиры, где играл до 1952 года.
В октябре 1952 года был откомандирован в Германию для работы во Втором драматическом театре ГСВГ.
Вернувшись из Германии в октябре 1956 года, один год состоял в труппе Театра-студии киноактёра.
В июле 1957 года был принят в Московский гастрольный театр комедии, где служил десять лет.
В октябре 1967 года приглашён в Московский театр имени Ленинского комсомола, в котором служил до конца жизни.
В последние годы жизни у Николая Скоробогатова развилась болезнь почек, которая послужила причиной смерти актёра. 
Умер 10 июня 1987 года в возрасте 63-х лет. Похоронен в Москве на Ваганьковском кладбище (участок № 2).

## Семья
Отец — Аркадий Иванович Скоробогатов, железнодорожник.
Мать — Александра Ивановна Скоробогатова, домохозяйка.
Был трижды женат. В первом браке родилась дочь Марина.
Третья жена (с 1957 по 1987) — Надежда Константиновна Новичкова (1927—2014), с 1957 актриса Московского гастрольного театра комедии. Похоронена рядом с мужем в Москве на Ваганьковском кладбище (участок № 2).
- Дочь — Ольга Николаевна Скоробогатова (род. 1962), окончила театроведческий факультет ГИТИСа. Работала заведующей литературной частью «Независимого театрального проекта».

Жил в Москве: в 1964—1976 гг. в районе Южное Медведково на Ясном проезде, д. 16; в 1976—1987 гг. на Олимпийском проспекте, д. 22.

## Творчество

### Фильмография
- 1951 — Спортивная честь — радиослушатель на вокзале
- 1957 — Случай на шахте восемь — хулиган
- 1957 — Звёздный мальчик — 2-й стражник
- 1966 — Хмырь (к/м)
- 1967 — Взорванный ад — Лифанов
- 1968 — Три дня Виктора Чернышёва — милиционер
- 1968 — Ошибка резидента — судья
- 1969 — Деревенский детектив — Иван Иванович, председатель колхоза
- 1969 — Сотвори бой — завсегдатай ипподрома
- 1971 — Поезд в далёкий август — генерал-лейтенант Софронов
- 1971 — Держись за облака — старик на базаре, показывающий картинки в аппарате
- 1973 — Следствие ведут ЗнаТоКи. Свидетель — Иван Федотович Дёмин
- 1973 — Ни слова о футболе — милиционер
- 1973 — Товарищ бригада — Павел Семёнов
- 1976 — Опровержение — Степан Степанович Ямщиков
- 1976 — Остров юности — Пётр Митрофанович
- 1976 — Спроси себя — Евстигнеев
- 1976 — Колыбельная для мужчин — шабашник
- 1976 — 12 стульев — Тихон, дворник
- 1977 — Риск — благородное дело — актёр, играющий танкиста
- 1977 — Журавль в небе — Егор Егорович, колхозный бригадир
- 1977 — Ералашный рейс — капитан
- 1978 — Исчезновение — Петро Самодай, партизан
- 1978 — Сибириада — Ермолай Соломин
- 1978 — Поворот — Павел Дмитриевич, друг матери Веденеева
- 1978 — Летняя поездка к морю — Михаил Петрович Шестаков
- 1978 — За всё в ответе — Колесник, начальник цеха
- 1979 — В одно прекрасное детство — дедушка Петя
- 1979 — Сыщик — Сорокин, майор
- 1979 — По данным уголовного розыска… — участковый
- 1980 — Дамы приглашают кавалеров — Пётр Тимофеевич, дядя Ани
- 1980 — Страх — полковник милиции
- 1981 — Девушка и Гранд
- 1981 — Следствие ведут ЗнаТоКи. Из жизни фруктов — директор рынка
- 1981 — Александр Маленький — Русанов, полковник
- 1981 — Хочу, чтоб он пришёл
- 1981 — Звездопад — директор
- 1982 — Остановился поезд — начальник депо
- 1982 — Родителей не выбирают — подполковник
- 1982 — Фитиль (киножурнал), выпуск № 236, сюжет «Ночные гости» — дежурный вытрезвителя
- 1983 — Шурочка — Слива, капитан
- 1983 — Шёл четвёртый год войны — генерал
- 1983 — Конец бабьего лета
- 1983 — Демидовы — Гудилин
- 1983 — Васса — Прохор Борисович Храпов, брат Вассы
- 1983 — Киножурнал «Ералаш», выпуск № 41, сюжет «Семь раз отмерь…» — учитель труда
- 1984 — Человеческий фактор
- 1984 — ТАСС уполномочен заявить… — Архипкин, садовник посольства
- 1984 — Песочные часы — Паншин
- 1984 — Формула любви — Степан Степанович, кузнец Федяшевых, дядя Фимки
- 1985 — Снайперы — Степан Ситкин, старшина Денисыч, снайпер
- 1985 — Осторожно, Василёк! — дядя Лёша
- 1985 — Когда становятся взрослыми
- 1985 — Дорогая Памела
- 1986 — Тайный посол
- 1986 — Певучая Россия — Прибылов
- 1986 — Время свиданий — Аполлон Голуб
- 1986 — Хорошо сидим! — лесник

## Признание и награды
- почётное звание «Заслуженный артист РСФСР» (23 декабря 1977 года) — за заслуги в области советского театрального искусства[3]
- Государственная премия РСФСР имени братьев Васильевых (1985)
- Орден Отечественной войны II степени (1985)
- Мемориальный стенд в Вяземском историко-краеведческом музее